# Sumi Shimamoto
Sumi Shimamoto (jap. 島本 須美 Shimamoto Sumi), właściwie Sumi Koshikawa (jap. 越川 須美 Koshikawa Sumi) (ur. 8 grudnia 1954 w Kōchi) – japońska aktorka głosowa.

## Filmografia
- 1979: Zamek Cagliostro jako księżniczka
- 1984: Nausicaä z Doliny Wiatru jako Nausicaä
- 1985: Mała księżniczka jako Sara Crewe
- 1987: Baśnie braci Grimm
- 1988: Mój sąsiad Totoro jako Yasuko Kusakabe (matka Mei i Satsukiego)
- 1989: Piotruś Pan jako Dzwoneczek
- 1990: Muminki jako Filifionka
- 1992: Mikan – pomarańczowy kot jako Kikuko Kusanagi (matka Toma)
- 2002: Detective Conan: The Phantom of Baker Street jako Irene Adler
- 2012: Smile Pretty Cure! jako Royal Queen

## Nagrody
- 2017: Jedenasta edycja Seiyū Awards – Nagroda Kazue Takahashi[1]